# Jonny Kennedy
Jonny Kennedy (Alnwick, 4 novembre 1966 – 26 settembre 2003), di nazionalità britannica, è stato protagonista di un documentario intitolato The Boy Whose Skin Fell Off.

## Biografia
Era affetto da una rara malattia ereditaria, l'epidermolisi bollosa distrofica (anche nota come EB o DEB). Kennedy era nato senza la pelle della gamba sinistra ed è morto di cancro alla pelle legato alla EB.
Nel documentario, che mostra anche alcune interviste con i suoi amici e con la sua famiglia, Kennedy è estremamente schietto sui suoi sentimenti riguardo alla sua morte impellente. Quando il film è stato trasmesso per la prima volta, nel marzo del 2004 su Channel 4 in Inghilterra, è stato visto da circa cinque milioni di telespettatori e ha aiutato la raccolta di oltre 500 000 sterline a favore della DebRA, una fondazione caritatevole per i malati di EB. Il documentario è stato votato come il sesto programma più popolare di Channel 4 tra i 50 migliori documentari di tutti i tempi nel 2005.
Kennedy era uno spiritualista e vedeva la morte come "una libertà e una via di fuga". Il film mostra come lui sia riuscito a realizzare il suo più grande desiderio di volare su un aliante e come questo lo abbia portato a pensare alla vita dopo la morte: "Penso che sarei davvero annoiato se vedessi angeli seduti sopra le nuvole che suonano le loro arpe tutto il giorno. Salirei su quelle nuvole, li caccerei da lì, li farei cadere per oltre 300 metri e poi li ritirerei su. Penso che bisogna mettere un po' di pepe nelle cose."
Jonny morì nella sua sedia a rotelle, mentre veniva filmato per il suo documentario, su di un treno che lo stava riportando a casa dopo un incontro al numero 10 Downing Street con Cherie Blair.
Uno dei gruppi musicali preferiti da Kennedy erano i Queen; al suo funerale è stata suonata la canzone Don't Stop Me Now. Il suo amico d'infanzia Lord Redesdale era presente ed è stato protagonista del suo elogio funebre come da richiesta dello stesso Kennedy.